# Niszczyciele typu 1934
Niszczyciele Typu 1934 i 1934A (34 i 34A), określane też jako typ Leberecht Maass – seria niemieckich okrętów klasy niszczycieli z okresu II wojny światowej, składająca się z 16 jednostek. Były to pierwsze niszczyciele zbudowane w Niemczech po I wojnie światowej.

## Historia rozwoju
Po przegranej I wojnie światowej, na niemiecką marynarkę wojenną nałożono dotkliwe ograniczenia traktatu wersalskiego, pozwalając m.in. na posiadanie jedynie po 12 niszczycieli i 12 torpedowców oraz po 2 w rezerwie. Nowe jednostki można było zbudować dopiero po 15 latach od wejścia do służby pozostawionych Niemcom okrętów i nie mogły one mieć wyporności większej od 800 ton dla niszczycieli i 200 ton dla torpedowców. Pierwszymi jednostkami tych klas nowo zbudowanymi w Niemczech była seria torpedowców typów Möwe (Typ 1923) i Wolf (Typ 1924), które jednak miały wyporność określoną na 800 ton – przedział dla niszczycieli, a faktycznie jeszcze większą. Dopiero na początku lat 30., w związku z planowanym odejściem Niemiec od przestrzegania ograniczeń traktatu wersalskiego, podjęto projektowanie nowych niszczycieli. W braku możliwości szybkiego nadrobienia liczby okrętów, zdecydowano radykalnie odejść od zupełnie już nierealnych traktatowych ograniczeń wyporności i zaprojektować duże niszczyciele, przewyższające okręty tej klasy potencjalnych przeciwników.
We wrześniu 1933 swoje projekty przedstawiły cztery niemieckie przedsiębiorstwa, zwyciężył projekt Deutsche Werke, który zaaprobowano do dalszego rozwoju pod oznaczeniem Typ 1934 (Typ 34). Z uwagi na przerwanie ciągłości rozwoju niemieckich niszczycieli, nowe okręty miały liczne cechy wywodzące się z konstruowanych wcześniej torpedowców. Z kolei pod względem rozmieszczenia uzbrojenia były zainspirowane francuskimi wielkimi niszczycielami typu Le Fantasque. 7 lipca 1934 zamówiono w stoczni Deutsche Werke w Kilonii pierwsze cztery okręty. Do stycznia 1935 zamówiono dalsze 12 okrętów nieco ulepszonego typu 1934A (34A) w trzech innych stoczniach. Budowę nowych okrętów niemieckich, łamiącą traktat wersalski, oficjalnie usankcjonowano na forum międzynarodowym przez podpisanie niemiecko-brytyjskiej umowy morskiej z 1935. Mimo to, rząd niemiecki znacznie zaniżał podawaną oficjalnie wyporność standardową nowych niszczycieli, określając ją jedynie na 1625 t, mieszczącą się w limitach dla niszczycieli – przewodników flotylli („liderów”), określonych przez traktat londyński z 1930, którego ograniczenia Niemcy zobowiązały się przestrzegać. W rzeczywistości, z wypornością od 2171 do 2270 t, stanowiły jedne z największych niszczycieli przedwojennych, porównywalnych jedynie z francuskimi wielkimi niszczycielami (klasy contre-torpilleur).

## Okręty
Pierwszym okrętem serii był „Leberecht Maass”, od którego nazwy nazywany jest także nieoficjalnie cały typ. Wszedł on do służby 14 stycznia 1937. Pozostałe okręty weszły do służby w 1937 i 1938, a dwa ostatnie w 1939. Ich nazwy pochodziły od nazwisk niemieckich oficerów marynarki poległych podczas I wojny światowej. W odróżnieniu od innych okrętów niemieckich, nosiły początkowo namalowane zmienne dwucyfrowe numery burtowe niezgodne z oznaczeniami okrętów, lecz zaprzestano ich malowania 7 listopada 1939. Cena okrętów wynosiła od 12,6 do 14,1 miliona Reichsmark.
| numer i nazwa (nr burtowy w 1939) | numer i nazwa (nr burtowy w 1939) | położenie stępki | wodowanie    | wejście do służby | los                                      |
| Typ 1934                          | Typ 1934                          | Typ 1934         | Typ 1934     | Typ 1934          | Typ 1934                                 |
| --------------------------------- | --------------------------------- | ---------------- | ------------ | ----------------- | ---------------------------------------- |
| Z1 Leberecht Maass                | -                                 | 10. 10. 1934     | 18. 08. 1935 | 14. 01. 1937      | zatonął 22 lutego 1940 na M. Północnym   |
| Z2 Georg Thiele                   | 13                                | 25. 10. 1934     | 18. 08. 1935 | 27. 02. 1937      | zatopiony 13 kwietnia 1940 pod Narwikiem |
| Z3 Max Schultz                    | 12                                | 02. 01. 1935     | 30. 11. 1935 | 08. 04. 1937      | zatonął 22 lutego 1940 na M. Północnym   |
| Z4 Richard Beitzen                | 11                                | 07. 01. 1935     | 30. 11. 1935 | 13. 05. 1937      | → Wlk. Bryt., złom. 1949                 |
| Typ 1934A                         |                                   |                  |              |                   |                                          |
| Z5 Paul Jacobi                    | 21                                | 15. 07. 1935     | 24. 03. 1936 | 29. 06. 1937      | → Francja – Desaix, złom. 1954           |
| Z6 Theodor Riedel                 | 22                                | 18. 07. 1935     | 22. 04. 1936 | 02. 07. 1937      | → Francja – Kleber, złom. 1957           |
| Z7 Hermann Schoemann              | 23                                | 07. 09. 1935     | 16. 07. 1936 | 09. 09. 1937      | zatopiony 2 maja 1942 na M. Barentsa     |
| Z8 Bruno Heinemann                | 63                                | 14. 01. 1936     | 15. 09. 1936 | 08. 01. 1938      | zatonął 25 stycznia 1942 na M. Północnym |
| Z9 Wolfgang Zenker                | 61                                | 22. 03. 1935     | 27. 03. 1936 | 02. 07. 1938      | zatopiony 13 kwietnia 1940 pod Narwikiem |
| Z10 Hans Lody                     | 82                                | 01. 04. 1935     | 14. 05. 1936 | 13. 09. 1938      | → Wlk. Bryt., złom. 1949                 |
| Z11 Bernd von Arnim               | 81                                | 26. 04. 1935     | 08. 07. 1936 | 06. 12. 1938      | zatopiony 13 kwietnia 1940 pod Narwikiem |
| Z12 Erich Giese                   | 62                                | 03. 05. 1935     | 12. 03. 1937 | 04. 03. 1939      | zatopiony 13 kwietnia 1940 pod Narwikiem |
| Z13 Erich Koellner                | 83                                | 12. 10. 1935     | 18. 03. 1937 | 28. 08. 1939      | zatopiony 13 kwietnia 1940 pod Narwikiem |
| Z14 Friedrich Ihn                 | 33                                | 30. 05. 1935     | 15. 11. 1936 | 06. 04. 1938      | → ZSRR – Prytkij, złom. 1957             |
| Z15 Erich Steinbrinck             | 31                                | 30. 05. 1935     | 24. 09. 1936 | 31. 05. 1938      | → ZSRR – Pyłkij, złom. po 1958           |
| Z16 Friedrich Eckoldt             | 32                                | 04. 11. 1935     | 21. 03. 1937 | 28. 07. 1938      | zatopiony 31 grudnia 1942 na M. Barentsa |

Z1 – Z4 były zbudowane przez Deutsche Werke w Kilonii, Z5 – Z8 przez Deschimag A.G. w Bremie, Z9 – Z13 przez Krupp Germaniawerft w Kilonii, Z14 – Z16 przez Blohm und Voss w Hamburgu. W praktyce, niezależnie od podziału na Typ 34 (Z1 – Z4) i 34A (Z5 – Z16), grupy niszczycieli budowane przez wszystkie cztery stocznie różniły się od siebie, między innymi wypornością, siłownią oraz długością (Z9 – Z16 były dłuższe o 2 metry) i formą dziobnicy.

## Ocena i opis konstrukcji
Niszczyciele typu 1934/34A były jednymi z większych przedwojennych jednostek tej klasy, dzięki czemu ich zaletą była dość duża żywotność. Mimo wielkości, miały one jednak kiepskie własności morskie, między innymi ich pokład dziobowy był silnie zalewany przez wodę i zarywały dziobem w fale. Szczególnie było to dotkliwe w trudnych warunkach arktycznych. Jedynie w niewielkim stopniu własności te były polepszone przez zastosowanie bardziej wydłużonego łukowo dziobu na części jednostek (Z9-Z16), a później dalsze wydłużenie dziobu na kilku ocalałych. Zarywanie dziobem zwiększał tzw. „Wodny klin" (niem. 'Staukeil') będący nakładką w podwodnej części w rejonie śrub napędowych mający przy dużych prędkościach podnosić rufę okrętu chroniąc ją przed zalewaniem.
Uzbrojenie okrętów, składające się z 5 pojedynczych dział kalibru 128 mm (nominalnie 12,7 cm), było dość silne, jednakże minusem okazał się niewielki zapas amunicji – 120 pocisków na działo (plus po 20 pocisków oświetlających). Działa były chronione pancernymi maskami przeciwodłamkowymi grubości 8 mm, masa kompletnego działa wynosiła 10,2 t. Jak na początek wojny, dysponowały one także silnym uzbrojeniem przeciwlotniczym, aczkolwiek półautomatyczne armaty przeciwlotnicze 37 mm C/30 miały małą skuteczność (w toku wojny uzbrojenie to stało się niewystarczające i pod koniec wojny było ono dodatkowo zwiększane, na trzech jednostkach kosztem jednego z dział artylerii głównej), oraz 6 automatycznych działek 20 mm. Silne było również uzbrojenie torpedowe; oprócz ośmiu wyrzutni dodatkowo okręty zabierały maksymalnie do ośmiu torped zapasowych (zwykle 4), co było rzadkością na niszczycielach europejskich.
Niszczyciele typu 34/34A miały architekturę typową dla niszczycieli, z podniesionym pokładem dziobowym na ok. 40% długości kadłuba. Miały charakterystyczne cechy niemieckich niszczycieli i torpedowców od I wojny światowej, jak pierwszy komin umieszczony tuż za nadbudówką dziobową. Kadłub okrętów dzielił się na 15 przedziałów wodoszczelnych. Okręty miały trzy kotłownie i dwie maszynownie – wprawdzie nie zastosowano układu przemiennego siłowni, lecz w celu zwiększenia odporności na uszkodzenia, były one przedzielone innymi przedziałami (od dziobu: kotłownia, kotłownia, przedział kotła pomocniczego, kotłownia, maszynownia, przedział mechanizmów pomocniczych, maszynownia). Spaliny z kotłowni były odprowadzane przez dwa kominy. Istotną wadą okrętów z punktu widzenia eksploatacji okazało się wykorzystanie niedopracowanych siłowni z kotłami pracującymi pod wysokim ciśnieniem roboczym pary, co teoretycznie miało zwiększyć ich wydajność, lecz w praktyce prowadziło do licznych awarii, obniżających sprawność napędu. Niszczyciele Z1 – Z8 miały kotły Wagnera (ciśnienie 70 atm.), Z9 – Z16 bardziej awaryjne kotły Bensona (o wyższym ciśnieniu 110 atm.). Siłownie te okazały się przy tym mało ekonomiczne, na skutek m.in. dużego rozchodu pary na mechanizmy pomocnicze, przez co istotną wadą niemieckich niszczycieli stał się stosunkowo niewielki zasięg (będący pośrednią przyczyną utraty 5 niszczycieli Typu 34/34A i 5 Typu 36 pod Narvikiem). Okręty miały pojedynczy ster, a ich manewrowość także nie była najlepsza. Ogólnie niszczyciele typu 1934 i 1934A, pomimo ich siły, są oceniane jako jedne z mniej udanych dużych niszczycieli, spośród porównywalnych okrętów tej klasy na świecie. Ich wady jedynie częściowo poprawiono w kolejnych typach.
Na bazie projektu typu 1934 opracowano nieco ulepszony i powiększony typ niszczycieli 1936 (Diether von Roeder, zbudowano 6 okrętów do 1939). Niszczyciele typów 1934 i 1936 stanowiły jedyne niemieckie okręty tej klasy na początku wojny, a kolejne niemieckie typy niszczycieli okresu II wojny światowej (1936A i 1936B) były ich bezpośrednim dalszym rozwinięciem.

## Modernizacje
Okręty modernizowano podczas służby w niewielkim stopniu. Modernizacje ocalałych okrętów rozpoczęły się w połowie 1940. Na maszcie dziobowym okrętów montowano wówczas radar FuMO 21 (od 1943 – FuMO 24/25, a od 1944, za drugim kominem – FuMO 63). Jeszcze od 1939 część okrętów otrzymała hydrolokatory S-Gerat, lecz niektóre nie otrzymały ich do końca wojny. Od 1941 wzmacniano lekkie uzbrojenie przeciwlotnicze przez dodanie trzech działek 20 mm, a następnie od końca 1941 poczwórnie sprzężonego działka 20 mm na nadbudówce rufowej. Dopiero od końca 1944 znacząco wzmacniano uzbrojenie przeciwlotnicze na ocalałych okrętach, w ramach planu Barbara, w różnych wariantach – maksymalnie do 14 nowych działek automatycznych 37 mm M42 i 10 działek 20 mm na „Lody” i „Steinbrinck”, przy czym z powodu wzrostu masy, na tych dwóch okrętach i „Jacobi” zdemontowano działo nr 3 artylerii głównej. Oprócz modernizacji uzbrojenia przeciwlotniczego, podejmowano niewielkie wysiłki w celu poprawienia ich własności morskich. Dla polepszenia stateczności, w 1942 na ocalałych okrętach skrócono o 1,2 m przedni komin i obniżono kołpaki na kominach. Podczas kapitalnego remontu na „Jacobi”, „Steinbrinck”, „Lody” i „Beitzen” w 1944, przebudowano ich stewy dziobowe na typu „atlantyckiego” – łukowato wygięte, co nieco polepszyło ich własności morskie i wydłużyło okręty do 121 m („Lody” i „Steinbrinck” do 123 m).

## Służba
Przed wojną, okręty uczestniczyły w nielicznych grupowych wizytach i pływaniach zagranicznych, przede wszystkim na wody Hiszpanii objętej wojną domową. W maju 1939 sześć z nich wzięło udział w zajęciu Kłajpedy. Do 10 września 1939 „Leberecht Maass” był okrętem flagowym niemieckiego Dowódcy Torpedowców (FdT), adm. Lutjensa. Pierwszą „ofiarą” niszczycieli tego typu stał się niemiecki torpedowiec „Tiger”, staranowany 27 sierpnia 1939 przez „Maxa Schultza”. Wszystkie wzięły udział w II wojnie światowej, podczas której trzy jednostki zostały zatopione przez brytyjskie okręty nawodne, cztery samozatopione (część z nich po uszkodzeniach), trzy zatonęły na minach. Siedem utracono w 1940, trzy w 1942, sześć przetrwało wojnę.

### Początek wojny 1939–1940
Po wybuchu wojny, dziesięć niszczycieli patrolowało polskie wybrzeże, w większości bez epizodów bojowych, pomijając pojedynek „Maassa” i „Zenkera” z polskimi okrętami ORP „Wicher” i „Gryf” w porcie w Helu 3 września 1939, podczas którego „Maas” został uszkodzony. Część działała następnie na Morzu Północnym i w Cieśninach Duńskich, m.in. patrolując i stawiając defensywne zagrody minowe na wodach niemieckich (operacja Westwall). Od 18 października 1939 do lutego 1940, 12 niszczycieli tego typu wraz z niszczycielami typu 36 uczestniczyło w stawianiu ofensywnych zagród minowych u wybrzeży Wielkiej Brytanii, na których następnie zatonęło 67 statków i kilka okrętów brytyjskich, drugie tyle zostało uszkodzonych (najaktywniejszy był „Friedrich Eckoldt”, uczestnicząc w 6 operacjach, pozostałe od 1 do 3 razy). W nocnym starciu 7 grudnia 1939 „Hans Lody” i „Erich Giese” poważnie uszkodziły brytyjski niszczyciel HMS „Jersey”.
22 lutego 1940 sześć niszczycieli („Maas”, „Eckoldt”, „Beitzen”, „Koellner”, „Riedel”, „Schultz”) wzięło udział w nieudanej operacji Wikinger, mającej na celu zwalczanie brytyjskiego rybołówstwa, w toku której utracono na skutek omyłkowego ataku niemieckiego samolotu i na brytyjskich minach dwa niszczyciele: „Leberecht Maass” i „Max Schultz”.

### Kampania norweska i działania we Francji 1940–1941
Większość niszczycieli wzięła udział w ataku na Norwegię (operacji Weserübung), transportując na pokładach żołnierzy niemieckich. Pięć – „Georg Thiele”, „Wolfgang Zenker”, „Bernd von Arnim”, „Erich Giese” i „Erich Koellner”, weszło w skład grupy zajmującej 9 kwietnia Narwik, gdzie „von Arnim” zatopił norweski pancernik przybrzeżny „Norge”. Wszystkie zostały następnie zniszczone przez okręty brytyjskie w toku dwóch bitew morskich pod Narwikiem 11–13 kwietnia 1940 (wraz z 5 niszczycielami typu 1936), topiąc dwa niszczyciele brytyjskie i uszkadzając kilka. Cztery niszczyciele („Paul Jacobi”, „Theodor Riedel”, „Bruno Heinemann”, „Friedrich Eckoldt”) zajęły Trondheim. Ostatnim epizodem kampanii norweskiej był udział trzech dalszych niszczycieli tego typu („Hans Lody”, „Hermann Schoemann”, „Erich Steinbrinck”) w operacji Juno 8 czerwca 1940 – jako eskorta dla pancerników „Gneisenau” i „Scharnhorst”, atakujących alianckie transporty ewakuacyjne z Norwegii (na skutek jednak niewielkiego zasięgu niszczycieli, powróciły następnie do portu, co ułatwiło brytyjskiemu niszczycielowi HMS „Acasta” uszkodzenie „Scharnhorsta”).
Od września 1940 6 z ocalałych 9 niszczycieli („Lody”, „Ihn”, „Jacobi”, „Riedel”, „Eckoldt”, „Steinbrinck”) operowało z baz zachodniej Francji przeciw żegludze alianckiej, z niewielkimi sukcesami, najpóźniej do lutego 1941. Między innymi, 28 września 1940 niszczyciele postawiły ofensywne pole minowe w Zatoce Falmouth, na którym zatonęło 5 statków. W starciu z brytyjskimi niszczycielami 29 listopada 1940 koło przylądka Lizard w Kornwalii, „Hans Lody” uszkodził poważnie torpedami niszczyciel HMS „Javelin”. W kwietniu 1941 ponownie na zachód Francji przebazowano z Niemiec „Ihn”, „Steinbrinck” i „Heinemann”, dla eskortowania w Zatoce Biskajskiej rajderów i statków przerywających blokadę. 27 lipca „Ihn”, a we wrześniu 1941 pozostałe dwa powróciły do Niemiec.

### Działania na dalekiej północy i w Arktyce 1941–1943
W maju i czerwcu 1941 część niszczycieli eskortowała pancernik „Bismarck” i krążownik „Lützow” z Niemiec do Norwegii. Od lipca do października 1941 „Lody”, „Beitzen”, „Schoemann”, „Eckoldt” (oraz „Karl Galster” typu 36) w składzie 6. flotylli operowały przeciw ZSRR na dalekiej północy, z baz w Norwegii (Kirkenes), z niewielkimi jedynie sukcesami. 13 lipca „Lody” i „Schoemann” wraz z „Karlem Galsterem” zatopiły radziecki konwój w składzie: patrolowiec „Passat” i dwa trawlery RT-32 i RT-67, holujące pontony do prac podwodnych, a 24 lipca „Schoemann” zatopił okręt hydrograficzny „Meridian”. 10 sierpnia „Lody”, „Beitzen”, „Eckoldt” dokonały rajdu do Zatoki Kolskiej, topiąc patrolowiec „Tuman”, po czym „Beitzen” został uszkodzony przez lotnictwo. W sierpniu na remont do Niemiec odeszły „Beitzen” i „Schoemann”, we wrześniu „Lody”, a w październiku „Eckoldt”, uszkodzony w kolizji z norweskim statkiem.
12 lutego 1942 „Beitzen”, „Schoemann”, „Jacobi” i „Ihn” brały udział w operacji Cerberus – osłonie przebicia się przez kanał La Manche pancerników „Scharnhorst” i „Gneisenau”. Jednakże w toku przygotowań do niej, w drodze do Francji „Bruno Heinemann” 25 stycznia 1942 zatonął na minie. „Beitzen” i „Schoemann” zostały podczas operacji lekko uszkodzone przez lotnictwo brytyjskie.
Począwszy od końca lutego 1942 większość niszczycieli typu 1934 operowała ponownie z baz w północnej Norwegii, głównie przeciw konwojom alianckim w Arktyce, odnosząc minimalne sukcesy. 6-9 marca 1942 „Ihn” i „Schoemann” wzięły udział z pancernikiem „Tirpitz” udział w akcji przeciw konwojowi PQ-12, topiąc jedynie 7 marca statek „Iżora” (z konwoju QP-8). „Hermann Schoemann” 1 maja 1942 wziął udział w akcji przeciw konwojowi QP-11, 2 maja 1942 jednak został zatopiony przez brytyjski krążownik lekki HMS „Edinburgh” i niszczyciel HMS „Forester”.
3 lipca 1942 „Lody” i „Riedel” zostały uszkodzone na skale podwodnej. W tym okresie i w kolejnym roku zdarzały się także liczne inne awarie. Od jesieni niszczyciele typu 34/34A operowały wraz z nowymi niszczycielami typu 36A. We wrześniu „Beitzen” i w październiku „Eckoldt” uczestniczyły w stawianiu min u wybrzeży ZSRR. Wzięły też udział w operacji Hoffnung w listopadzie. Niszczyciele „Beitzen”, „Eckoldt”, „Riedel” wzięły udział w bitwie na Morzu Barentsa („noworocznej”) 31 grudnia 1942 (operacji Regenbogen przeciw konwojowi JW 51B), w której „Friedrich Eckoldt” został zatopiony przez brytyjski krążownik HMS „Sheffield”. Po tej bitwie, na początku 1943 niemieckie dowództwo znacznie ograniczyło aktywność floty w Norwegii. „Riedel” wziął jeszcze udział w akcji minowania 6-7 lutego 1943 (z Z-31). Dopiero 8 września 1943 „Steinbrinck”, „Riedel” i „Lody” wzięły udział w operacji Zitronella – rajdzie niemieckich pancerników na Spitsbergen. Do listopada 1943 ocalałe 6 niszczycieli typu 1934/34A przebazowano do Niemiec, pozostawiając na Północy tylko jednostki typu 1936A.

### Działania w Cieśninach Duńskich i na Bałtyku 1943-1945
Od końca 1943 niszczyciele typu 1934/34A działały głównie w Cieśninach Duńskich, m.in. osłaniając tam operacje minowe i same stawiając miny. Od jesieni 1944 głównie osłaniały konwoje przybrzeżne przed atakami lotnictwa brytyjskiego, będąc w składzie 5. Flotylli, bazującej w Horten. Nie brały już udziału w starciach sił nawodnych. Wzmocniono w tym okresie ich lekkie uzbrojenie przeciwlotnicze, a część okrętów poszła na długoterminowe remonty połączone z modernizacją, przedłużane przez bombardowania stoczni. „Paul Jacobi” został uszkodzony w nalocie na Kilonię 13 grudnia 1943, powtórnie w styczniu i lipcu 1944. „Erich Steinbrinck” został uszkodzony w nalotach na Hamburg w czerwcu i listopadzie 1944 i nie został już wyremontowany. Od początku 1945, sprawne niszczyciele działały na Bałtyku, pomiędzy Gdynią a Kopenhagą, biorąc udział w ewakuacji uchodźców niemieckich z Pomorza i okazjonalnie ostrzeliwując pozycje radzieckie. 24 kwietnia 1945 „Richard Beitzen” został poważnie uszkodzony przez brytyjskie lotnictwo w Skagerraku. Podczas ostatnich dni wojny w maju 1945, sprawne „Lody”, „Riedel”, „Jacobi” i „Ihn” odbyły kilka rejsów, ewakuując na pokładach licznych uchodźców niemieckich z Pomorza, głównie Helu, do Kopenhagi.

### Służba powojenna
Wojnę przetrwało 6 niszczycieli, z których 4 przyznano przy podziale floty niemieckiej Wielkiej Brytanii, a dwa ZSRR. Spośród przyznanych niszczycieli, Brytyjczycy nie wcielili żadnego do służby, lecz wycofali „Richard Beitzen” i „Hans Lody” do rezerwy, z numerami burtowymi odpowiednio N-40 i N-97, po czym w 1948 sprzedali je na złom.
Dwa kolejne niszczyciele Wielka Brytania przekazała 4 lutego 1946 Francji, gdzie „Paul Jacobi” wcielono do służby jako „Desaix”, a „Theodor Riedel” jako „Kléber”. „Desaix” został w 1949 wycofany do rezerwy i w czerwcu 1954 skreślony z listy floty i sprzedany na złom, natomiast „Kléber” po remoncie i modernizacji w latach 1948-1951 służył do 1953. Radary i uzbrojenie przeciwlotnicze zamieniono na amerykańskie radary i 6 działek 40 mm Bofors, zdemontowano też działo nr 3 artylerii głównej. Od 1951 wchodził w skład 3. dywizjonu niszczycieli bazującego na Morzu Śródziemnym. 20 grudnia 1953 wycofany do rezerwy. W 1957 został skreślony z listy floty i sprzedany na złom.
„Friedrich Ihn” i „Erich Steinbrinck” zostały wcielone w 1946 do marynarki ZSRR jako „Prytkij” i „Pyłkij”, w składzie Floty Północno-Bałtyckiej. Z uwagi na zły stan, „Pyłkij” wycofano do rezerwy 16 listopada 1948, po czym 30 kwietnia 1949 przekształcono na hulk koszarowy PKZ-2, a w 1958 oddano na złom. „Prytkij” służył jako jednostka bojowa do 22 marca 1952, kiedy został wycofany ze służby i następnie złomowany.

## Dane techniczne
- wyporność:
  - standardowa: 2175 t (Z-5 – Z-8) – 2270 t (Z9 – Z-13)
  - pełna: 3110 t (Z-5 – Z-8) – 3190 t (Z9 – Z-13)
- wymiary:
  - długość: 119 m
  - szerokość: 11,3 m
  - zanurzenie: 4,3 m
- wysokość metacentryczna: 0,79 m (pełna wyporność)
- napęd: 2 turbiny parowe o mocy łącznej 70 000 KM (6 kotłów parowych), 2 śruby
- prędkość maksymalna: 38 węzłów
- zasięg: 1530-1900 mil morskich przy prędkości 19 węzłów
- zapas paliwa: 670-770 t mazutu
- załoga: 325

Uzbrojenie:
- 5 dział 128 mm (nominalnie 12,7 cm) SK C/34 w pojedynczych stanowiskach, osłoniętych maskami (VxI)
  - długość lufy L/45 kalibrów, donośność maksymalna 17 400 m, kąt podniesienia +30°, masa pocisku 28 kg
- 4 działka przeciwlotnicze 37 mm SK C/30, półautomatyczne, podwójnie sprzężone na podstawach LC/30 (2xII) (później zastępowane przez większą liczbę armat automatycznych 37 mm M42)
- 6 działek przeciwlotniczych 20 mm (6xI) (później liczba zwiększana)
- 8 wyrzutni torpedowych 533 mm (2xIV), 12-16 torped
- 18 bomb głębinowych (zrzutnia bg, później zapas zwiększany i dodane 4 miotacze)
- możliwość zabrania 60 min morskich

Wyposażenie:
- radar FuMO-21 (część okrętów, od końca 1940), FuMO-24/25 (od 1943) – na nadbudówce dziobowej
- radar FuMO-63 (część okrętów od końca 1944) – za drugim kominem
- pasywne namierniki promieniowania radarowego FuMB-3 Bali / FuMB-4 Sumatra / FuMB-6 Palau / FuMB-7 Timor (na części okrętów pod koniec wojny)
- szumonamiernik GHG
- hydrolokator S-Gerat (nie na wszystkich okrętach, począwszy od 1939)
- system kierowania ogniem artylerii głównej: dwa 4-metrowe dalmierze stereoskopowe (na nadbudówce dziobowej i śródokręciu), centrala artyleryjska C34/Z